# Quartucciu
Quartucciu (en sard, Cuartuciu) és un municipi italià, situat a la regió de Sardenya i a la Ciutat metropolitana de Càller. L'any 2010 tenia 12.844 habitants. Es troba a la regió de Campidano di Cagliari. Limita amb els municipis de Càller, Monserrato, Maracalagonis, Quartu Sant'Elena, Selargius, Settimo San Pietro i Sinnai.

## Administració
| Període | Identitat      | Partit         |
| ------- | -------------- | -------------- |
| 2006-   | Pierpaolo Fois | Centreesquerra |